# Western Highway (Australie)

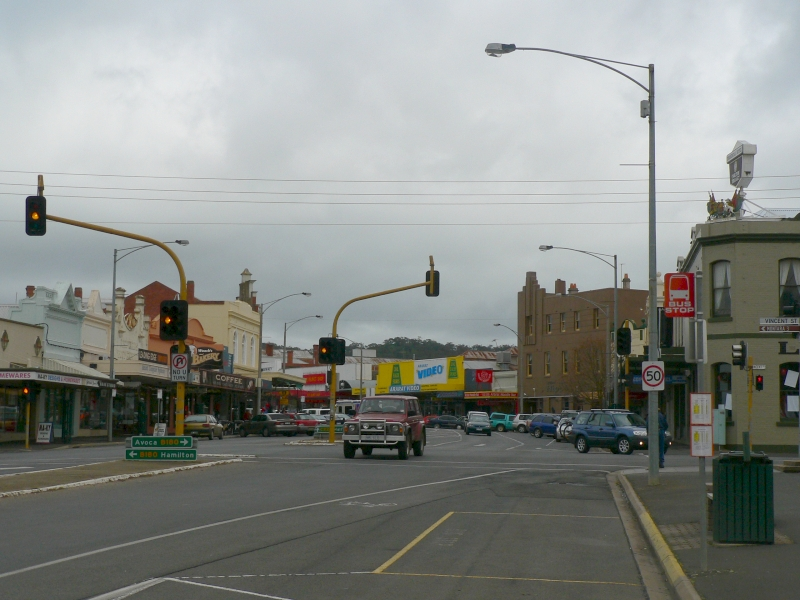
La Western Highway à Ararat.

Pour les articles homonymes, voir Western Highway.
La Western Highway (), longue d'environ 314 kilomètres, est une portion de la principale route reliant les villes australiennes de Melbourne et d'Adélaïde. Elle fait partie de la National Highway. Son extrémité est se poursuit par le Western Freeway à Burrumbeet et son extrémité ouest se poursuit au-delà de la frontière du Victoria par la Dukes Highway, les autres portions de la National Highway entre Melbourne et Adélaïde .
La Western Highway est la deuxième route nationale la plus fréquentée en Australie, en termes de mouvements de marchandises, avec plus de cinq millions de tonnes par an. Elle constitue un lien essentiel entre la côte Est, l'Australie-Méridionale et l'Australie-Occidentale. Les villes le long du trajet, comme Ballarat, Ararat, Stawell et Horsham, sont les principaux centres agricoles et industriels.
Elle commence à la frontière entre le Victoria et l'Australie-Méridionale, à l'est de Bordertown. C'est d'abord jusqu'à Ballarat, une route de haute qualité à chaussée unique avec un nombre important de voies de dépassement. Toutefois, la route passe à travers plusieurs centres agricoles, comme Horsham ce qui ralentit le trafic de façon significative.
Juste au nord-ouest de Ballarat, la Western Highway devient la Western Freeway () passant aux normes autoroutières à deux fois deux voies et contourne la plupart des villes qui étaient traversées par la route. Des plans sont prévus pour prolonger la Western Freeway de son terminus actuel à Burrumbeet jusqu'à Ararat.
Un dédoublement de la Western Highway entre Ballarat et Stawell devrait être réalisé entre 2009 et 2014, financé par AusLink 2.

## Galerie

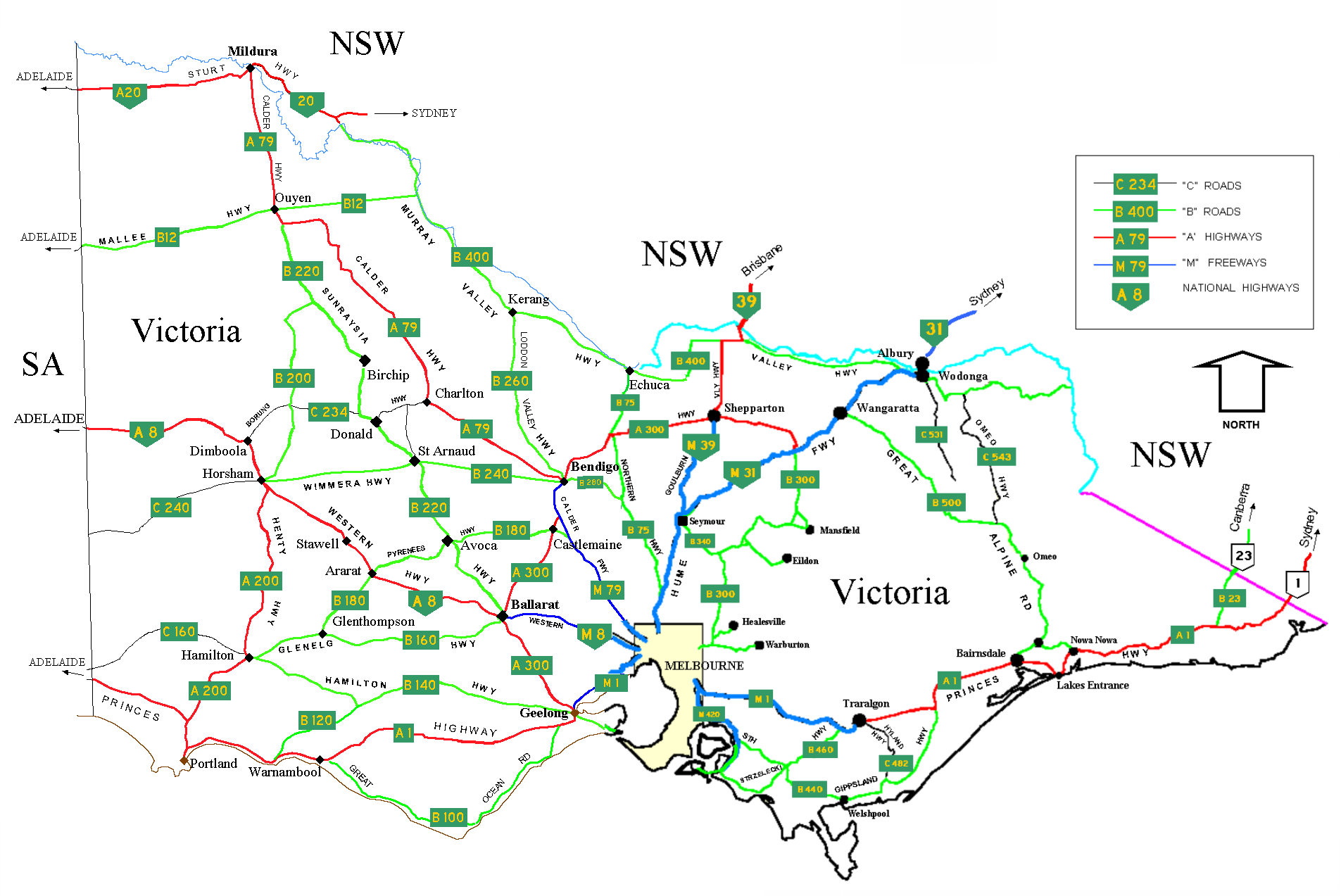

pikachu